# Segundo de Chomón
Segundo Víctor Aurelio Chomón y Ruiz (Teruel, 17 de octubre de 1871-París, 2 de mayo de 1929), conocido como Segundo de Chomón, fue un cineasta español. Destacó como director pionero del cine mudo y técnico de trucajes en películas como Cabiria (1914), de Giovanni Pastrone —conocido por su seudónimo Piero Fosco—, o Napoleón (1927), de Abel Gance. Frecuentemente comparado con Méliès por su gran calidad técnica y creatividad, fue considerado uno de los grandes hombres del cine de su tiempo, siendo contratado por las más importantes empresas cinematográficas de la época, como la Pathé Frères o la Itala Films.

## Vida y obra

### Pionero del cine (1895-1905)

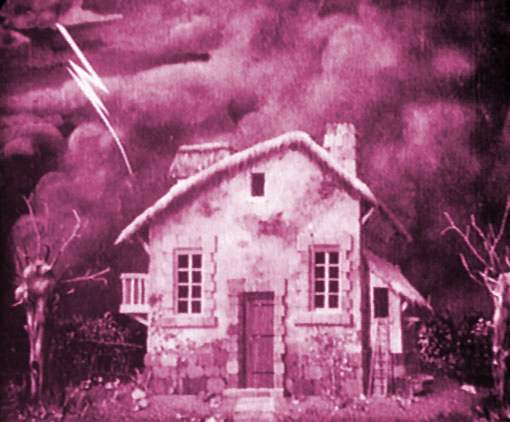
La casa hechizada (1906)

Chomón nació en la ciudad aragonesa de Teruel el 17 de octubre de 1871, hijo del médico militar Isaac Chomón Gil (1844-1873), natural de Aranda de Duero (Burgos) y Luisa Ruiz Valero (1844-ca. 1920), natural de Calamocha (Teruel). Chomón emprende, al parecer, estudios de ingeniería, aunque se duda si los concluyó. Entre 1895 y 1897 hizo un viaje a París. En esta ciudad descubre el cinematógrafo de los hermanos Lumière y conoce a la vedette Julienne Mathieu, con quien se casaría.
Entre 1897 y 1898 cumple el servicio militar en Cuba y a su regreso a París a fines de 1899 se interesa por el nuevo invento. Ayudando a su esposa, que trabajaba en los talleres de coloreado a mano fotograma a fotograma de las películas de Méliès, diseña unas plantillas de celuloide que facilitaban este trabajo y conseguían mayor precisión en la delimitación del color. Este sistema, con ligeros cambios, fue patentado más tarde por la casa Pathé con el nombre de «Pathécolor». Un ejemplo de esta técnica puede verse en el documental Viaje a Burgos (Burgos voyage), firmado por el turolense en 1910 o 1911.
En 1902 se instala en Barcelona e inaugura un taller que comercializa su sistema de coloreado. Allí, fabrica su propia cámara cinematográfica y filma una película en la que utiliza el trucaje de maquetas: Choque de trenes. Del mismo año data Monserrat.
Al año siguiente rueda varios cuentos fantásticos inspirados en los cuentos de la Editorial Calleja, donde explora la doble exposición y las sobreimpresiones para conseguir en el mismo plano efectos de gigantismo en películas como Pulgarcito y Gulliver en el país de los Gigantes, ambas de 1903.
En 1904 realiza El heredero de Casa Pruna, una película de cine cómico en la que se inspiró Los guapos de la vaquería del parque (1905) de Fructuoso Gelabert. Se trata de un soltero perseguido por un grupo de mujeres para casarse con él. Este sainete realista de Chomón, ambientado en Barcelona, inaugura el género de las películas de persecuciones en España, a imitación de las ya realizadas por los pioneros de la Escuela de Brighton y otros cineastas anglosajones. Tiene su precedente en una película estadounidense de ese mismo año, Personal de la productora Biograph, o más bien la versión que hiciera de ella Edwin S. Porter para la casa Edison titulada How a french nobleman got a wife through the New York Herald «Personal» columns, que había sido proyectada en Barcelona en octubre de 1904. Gelabert la imitó cambiando las mujeres por hombres en sus Guapos.... El mismo asunto fue tratado por Buster Keaton en Las siete ocasiones (Seven chances), de 1925.
También en esta época perfecciona la técnica del paso de manivela, que consiste en obtener tomas fotograma a fotograma para comprimir el tiempo, y la utiliza en Eclipse de sol (1905).
En esta primera etapa barcelonesa, se asocia a Macaya y Marro, incipientes productores catalanes en la Hispano Films, que se dedicaban a filmar temas realistas populares o históricos. Para ellos realiza películas como Los guapos del parque (versión de la película de Gelabert), Se da de comer o Los héroes del sitio de Zaragoza, todas del mismo año de 1905.

### Francia y la Pathé (1906-1909)

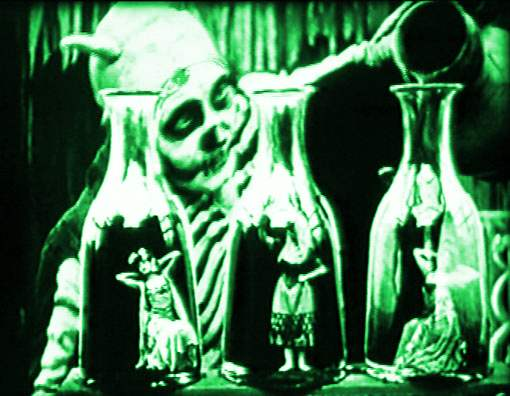
Satán se divierte (1907)

Viaja de nuevo a París contratado por la Pathé Frères, productora que, en este momento, es la más importante del mundo debido al monopolio que ejercía sobre el celuloide virgen. Volvió a España puntualmente para rodar la boda de Alfonso XIII, pero es en los estudios franceses donde realiza algunas de sus obras maestras. Lo hace como operador de cámara y director de trucajes para las películas fantásticas de la época, terreno en el que se había establecido un duelo cerrado con la productora de Méliès que se mantendría hasta finales de esta primera década del siglo. La Pathé, para competir con el mago del cine, recurrió al director Ferdinand Zecca y a Segundo de Chomón, entre otros cineastas.
De esta etapa son sus efectos especiales para La gallina de los huevos de oro (1905), dirigida por Albert Capellani; El hijo del diablo (1906), de Charles-Lucien Lépine y El pescador de perlas y Vida y pasión de Nuestro Señor Jesucristo, todas ellas de Ferdinand Zecca. En esta última película aparece por primera vez en el cine la utilización consciente del travelling en interiores sobre una plataforma con ruedas. La diferencia es sustancial, pues colocar la cámara en un medio de transporte (tranvía, barco o tren) era un procedimiento consabido desde las primeras cintas documentales de los reporteros contratados por los Lumière. En 1906 o 1907 rueda La maison hantée (La casa encantada) animación basada en la técnica del paso de manivela.

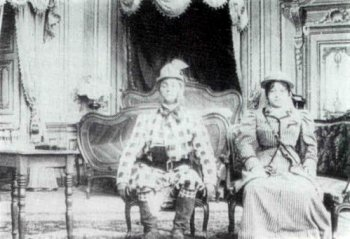
Hotel eléctrico (1908)

Alarde equilibrista, de 1908, se basa en tomas cenitales para fingir números de circo. El mismo año realiza Escultor moderno, El castillo encantado, El teatro de Bob y ya en 1909, El sueño de un cocinero, películas en las que desarrolla técnicas de animación, tanto de objetos como de dibujos y de animación de arcilla.
Pero su obra más conseguida para la Pathé es El hotel eléctrico, de 1908. Con 140 metros de longitud, supone la cumbre del procedimiento del paso de manivela, con el que se consigue dotar a los objetos de vida propia. En el mundo del progreso tecnológico, todo está automatizado en un hotel a la última, donde los cepillos peinan solos, los zapatos se atan sus cordones y todos los electrodomésticos de la suite trabajan por sí solos.
Otro título interesante de esta época es Una excursión incoherente (1909), que conecta con los primeros escarceos vanguardistas parisinos llevados a cabo por un grupo llamado Los Incoherentes, precursores de dadaístas y surrealistas. También de 1909 es Excursion dans la lune, una nueva versión de la conocida película de Méliès, Viaje a la luna.

### Bases para una industria cinematográfica española (1910-1912)
En 1910 regresa a Barcelona, donde forma sociedad con el empresario de variedades Joan Fuster Garí. Con esta productora rodó un total de 37 películas de asunto popular. Las hay cómicas (Venganza de un carbonero, La fecha de Pepín), históricas (El ejemplo, Pragmática real, Justicias del rey don Pedro), melodramáticas (La expiación, Amor gitano, La manta del caballo, El puente de la muerte, La hija del guardacostas) y fantásticas (La gratitud de las flores). 

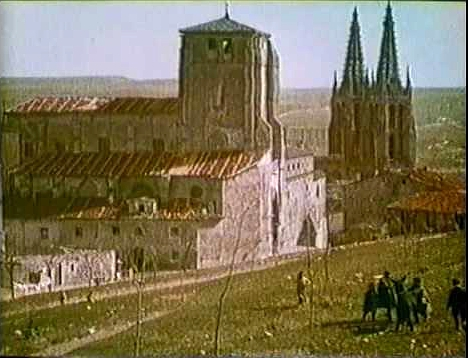
Viaje a Burgos (1910 o 1911), película documental coloreada.

También adapta sainetes y zarzuelas, contribuyendo a sentar las bases de un cierto cine español de alcance popular con títulos como Los guapos, El puñao de rosas, Las carceleras, La tempranica y El pobre Valbuena.
En junio de 1910 comienza a trabajar por cuenta propia para la casa Pathé, de la que es nombrado concesionario. Esta situación se materializa en títulos como Lucha fratricida o Nobleza Aragonesa, Los pobres de levita, Los dulces de Arturo, Una farsa de Colás o Flema inglesa. En noviembre rompe con su socio Fuster, lo que le deja sin estudios de rodaje, circunstancia que aprovechará para rodar documentales como Viaje a Burgos, La heroica Zaragoza o Gerona: la Venecia española.
La Pathé acude en su auxilio y obtiene para él un estudio-productora a su medida, la "Ibérico", para la que realiza once películas entre agosto de 1910 y marzo de 1912. En él se producen avances técnicos muy importantes, lo que se observa en la minucia de los detalles técnicos que contienen los guiones autógrafos conservados. Sus estructuras narrativas ganan en complejidad haciéndose progresivamente más elaboradas. Las escaletas de montaje de filmes como El talismán del vagabundo o Soñar despierto prevén una amplia gradación en la escala de planos y estudiados efectos de raccord o continuidad cinematográfica. También flash-back o analepsis y flash-forward o prolepsis y montajes de acciones paralelas en persecuciones.
También de esta etapa es su colaboración en El gusano solitario (Escamillo à le ver solitaire) de 1912, con un filme del más importante de los cómicos del cine mudo de esta época, el francés André Deed. Solo Max Linder después y la Gran Guerra, sumirían en el olvido el cine cómico europeo, asolado tras el conflicto mundial. Se trató de una película delirante, llena de situaciones absurdas, efectos de cámara y trucajes, de los que se encargó con gran solvencia Segundo de Chomón.

### Italia y la Itala Films (1912-1923)

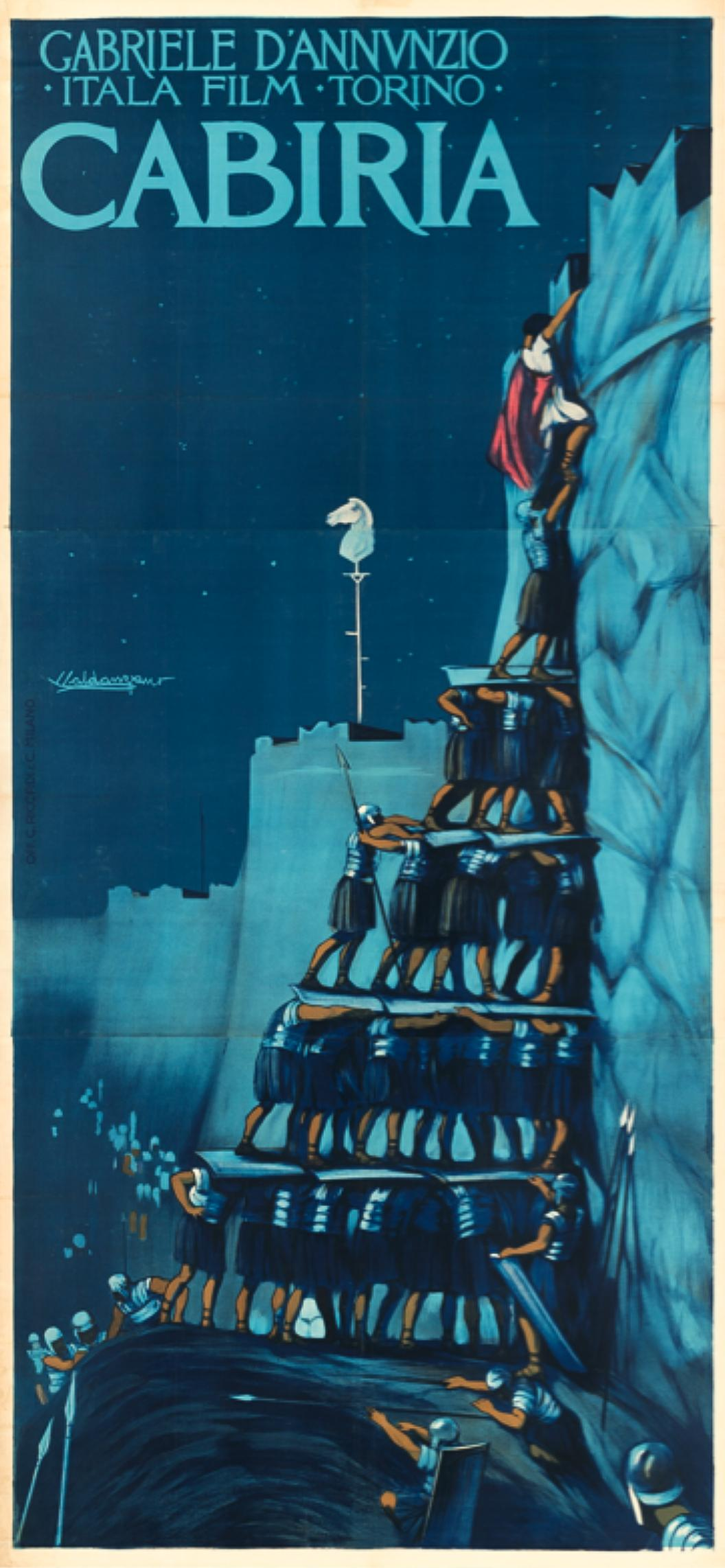
Cartel de Cabiria (1914)

En la primavera de 1912 acepta la oferta de la turinesa "Itala Films" de Pastrone para trabajar como operador técnico en efectos especiales. Participa en varios títulos del empresario, productor y director italiano, empezando por Padre (1912). Sin embargo, destaca especialmente su labor para la gran superproducción de 1914 Cabiria, donde Chomón, como director de los trucajes y primer operador de cámara, tuvo una participación muy relevante. Como ejemplo, cabe decir que realizó la secuencia de la erupción del Etna, y el resultado fue de un gran realismo, recurriendo para ello al efecto schüfftan, llamado así por su inventor, Eugen Schüfftan, que consiste en impresionar solo una parte del fotograma, habitualmente utilizando maquetas. También perfeccionó el travelling en interiores sobre rieles para dar magnificencia a los decorados de los templos orientales y desarrolló la iluminación expresionista, que dotaba de relieve a los rostros de los actores y a los detalles del decorado. 
En 1914 se desencadena la Primera Guerra Mundial, conflicto en el que entrará Italia al año siguiente. Esta conflagración provocará una profunda crisis de la industria cinematográfica europea que afectará al cine italiano debido, sobre todo, al extraordinario aumento de los costes del celuloide. Los estudios Itala Film serán reconvertidos en hospital. Pese a la disminución de la producción cinematográfica Chomón seguirá trabajando a las órdenes de Pastrone en películas como El fuego (1915), Tigre real (1916, La guerra y el sueño de Momi (1917), en la que aprovechó su experiencia para rodar animación de muñecos mediante el paso de manivela, o Hedda Gabler (1919).
Entre 1919 y 1921 se desvincula de la Itala para trabajar por cuenta propia como socio de la productora del artista de circo Luciano Albertini, Albertini Film.

### Últimos trabajos (1923-1929)
En 1923 se traslada a París. Allí trabaja en colaboración con Ernest Zollinger, ingeniero suizo, en un sistema de cine en color por el que obtuvo la medalla de oro de la Exposición Internacional de Fotografía, Óptica y Cinematografía de Turín. Tres años después interviene en el rodaje de la gran superproducción del cine francés Napoleón (1927), de Abel Gance.
Viaja a Marruecos a seguir investigando en el color, pero contrae una enfermedad grave y poco después fallece. 

## Trascendencia de su obra cinematográfica
Segundo de Chomón fue un técnico minucioso y perfeccionista, que invertía hasta meses en conseguir los efectos deseados, aunque duraran en pantalla pocos segundos. Fue uno de los más importantes pioneros del cine de fantasmagorías de la época silente, y su talento en estas películas llenas de fantasía solo es comparable al de Méliès. Por ello fue contratado por la productora cinematográfica más potente del mundo en esta época, la Pathé Frères, para trabajar con su director más importante, Ferdinand Zecca, y que los trucos de sus filmes pudieran competir con los del mago Mélíès.
A él se atribuye el desarrollo del paso de manivela, cuyo uso culmina en el Hotel eléctrico de 1908 y la utilización en decorados interiores, de modo absolutamente consciente, del travelling sobre una plataforma habilitada especialmente para este movimiento. Fue un genio de los trucajes, desde el coloreado de películas, pasando por todo tipo de efectos de la época, cuyo repertorio incluye la utilización de maquetas, efectos schüfftan, doble exposición, sobreimpresiones, pirotecnia, escamoteos y el ya comentado uso de la velocidad de paso de manivela.
También contribuyó a la creación de una industria nacional española de cinematografía, con sus etapas barcelonesas y sus películas de alcance popular: melodramas, zarzuelas, dramas históricos y comedias. En resumen, se trata de uno de los más importantes cineastas internacionales por su contribución al desarrollo del arte cinematográfico en la etapa muda, que trabajó para los más importantes directores y productores de aquella época en Francia, Italia y España.
Ramón Alòs indaga en su documental El hombre que quiso ser Segundo (2015) en su trayectoria biográfica y profesional.

## Filmografía selecta
- 1902: Choque de trenes; Monserrat; La fée Printemps / El hada Primavera; Loie Fuller; Danse des Ouléd-Naïd.
- 1903: Pulgarcito; Gulliver en el país de los Gigantes; Los héroes del sitio de Zaragoza; Panorama de Tibidabo
- 1904: El heredero de Casa Pruna; Barcelone, parc au crépuscule.
- 1905: Eclipse de sol; Les gandins du parc / Los guapos del parque; Une nuit épouvantable; Ah! La barbe!; Plongeur fantastique; Le roi des dollars; La gallina de los huevos de oro, dirigida por Albert Capellani.
- 1906: Les roses magiques; L'antre de la sorcière; Le sorcier arabe; Les cent trucs; Le courant électrique; La maison hantée; La fée aux pigeons; La dernière sorcière; Plongeur fantastique; L'homme aux trente-six têtes; Le théâtre de Bob; Hallucination musicale; L’obsession de l’or; Le mariage du roi Alphonse XIII; Le troubadour; El hijo del diablo (1906), dir. Lépine.
- 1907: La danza de las mariposas; La scarabée d'or; Le parapluie fantastique; Fantaisies endiablées; Armures mystérieuses; La boîte à cigares; Ali Baba et les quarante voleurs; La forge infernale; Les Kiriki, acrobates japonais; Les glaces merveilleuses; Le baiser de la sorcière; Le spectre rouge (con Ferdinand Zecca); Satan s'amuse; En autant la musique; La maison ensorcelée; L'étang enchanté; Les verres enchantés; Les oeufs de Pâques; Les tulipes / Los tulipanes; Le charmeur; Le Baîlleur; L'aspirateur; Métempsycose, con Ferdinand Zecca; Vida y pasión de Nuestro Señor Jesucristo y El pescador de perlas, filmes de Ferdinand Zecca. .
- 1908: El hotel eléctrico; Alarde equilibrista; El escultor moderno; El castillo encantado; Mars; Cuisine magnétique; La Table magique; Transformation élastique; El teatro eléctrico de Bob; Les cocottes en papier; La Grenouille / La rana; Excursion dans la Lune; Création de la serpentine; Les lunatiques; Papillons japonais; Les ombres chinoises; L'abeille et la rose; La légende du fantôme; La insaisissable pickpocket.
- 1909: El sueño de un cocinero; Une excursion incohérente / Una excursión incoherente; Les Jouets vivants; Le voleur invisible; Le petit poucet; Symphonie bizarre; Voyage au centre de la terre; Cauchemar et doux rêves; Excursion dans la lune; Voyage au planète Jupiter.
- 1910: Amor Gitano; La expiación; El puente de la muerte; Venganza de un carbonero; La fecha de Pepín; La fatalidad; El ejemplo; Pragmática real; Justicias del rey don Pedro; La manta del caballo; La hija del guardacostas; La gratitud de las flores o Flores y perlas; Los guapos; El puñao de rosas; Las carceleras; La tempranica; El pobre Valbuena; Lucha fratricida o Nobleza Aragonesa; Los pobres de levita; Los dulces de Arturo; Una farsa de Colás; Flema inglesa; Gerona: la Venecia española; La heroica Zaragoza.
- 1911: Pulgarcito; Burgos
- 1912: El talismán del vagabundo; Soñar despierto; Métamorphoses; L'iris fantastique; Superstition andalouse; El gusano solitario (film de André Deed); Padre, de Giovanni Pastrone (Itala Films).
- 1914: Cabiria.
- 1915: El fuego.
- 1916: Tigre real.
- 1917: La guerra y el sueño de Momi.
- 1919: Hedda Gabler, inspirada en el drama homónimo de Henrik Ibsen.
- 1927: El negro que tenía el alma blanca (España), de Benito Perojo, inspirado en la novela homónima de Alberto Insúa.
- 1927: Napoleón (Francia), de Abel Gance.